# 史思明
史思明（703年—761年）初名窣干，宁夷州突厥人。属昭武九姓史国的粟特人。居营州柳城（今辽宁朝阳市南）。与安禄山同乡。其貌不揚，懂六種蕃語。骁勇善战，受安祿山提拔擔任平盧節度使，後一起發動安史之亂。安祿山死後，殺死其子安慶緒，稱燕昭武帝。史思明與安祿山被胡人尊称为“二圣”，加上祿山之子安慶緒，思明之子史朝義，被稱為安史四聖。
祿山長於政治、不知軍事，思明長於軍事，安祿山招得史思明，也是促成安祿山更增信心決定反叛的主因之一。

## 簡介
史窣干小时候穷，被乡里看不起。但大豪辛氏女窥见史窣干，就对双亲说一定要嫁给史窣干，且不顾宗族反对嫁给了他。史窣干因而自忖：“自从娶了妻，官运不休，生儿子也多了，我是要富贵了吗！”史料載史窣干“姿癯露，鸢肩伛背，廒目侧鼻，寡须发，躁健谲狡”，随安禄山讨契丹，遭敗。四十岁时入朝，唐玄宗抚其背勉励他“你以后将富贵”，为他赐名思明。《新唐書》說：「初名窣干，玄宗賜其名。」天宝初年，累功至将军、知平卢军事。
天寶十一載（752年），任平廬節度都知兵馬使，與田承嗣同為大將。天寶十四載（755年）爆發了安史之亂。安祿山以卒三千人授史思明，思明出河北、克常山，俘太守顏杲卿。李光弼、郭子儀軍至河北，屢敗思明。被安禄山委为范阳节度使，拥兵八万，占有十三郡。
至德二年（757年），思明進圍李光弼於太原（今山西太原西南），祿山死，奉安慶緒之命返范陽，封為郡王。安慶緒謀除思明，派阿史那承庆、安守忠寻机除掉史思明，史思明便把阿史那承庆、安守忠等人囚禁起来，又以所領十三郡及兵八萬降唐。
肃宗封史思明为归义王，任命为范阳郡长史、河北节度使。宰相张镐以為是詐降，肃宗不聽，派乌承恩去幽州犒劳史思明，同时监视其言行。乌承恩妄度上意，竟擅自策反史思明的部下，半年後，思明殺乌承恩復叛。
史思明攻取魏州（今河北大名县），乾元二年正月初一己巳朔（759年2月3日）自称大圣燕王，年号应天。三月，史思明率軍援安庆绪于相州，大敗唐九節度使之軍，殺安慶緒，并其众，四月，在范阳自稱「大燕皇帝」、「大聖周皇帝」、「應天皇帝」，改元順天，以周贄為相。同時以范陽為燕京，洛陽為周京，長安為秦京。继进军攻占洛阳。
史思明不爱长子怀王史朝义，经常想杀了他，让少子史朝清为太子，事泄。史朝义屡次攻打陕州不克，史思明扬言攻克陕州就杀了他。史思明在鹿桥驿令腹心曹将军将兵宿卫，史朝义部将骆悦、蔡文景劝说他召曹将军共谋篡位，史朝义最后只要求不要惊动史思明。骆悦等于是令许叔冀之子许季常召曹将军，曹将军得知诸将都怨恨史思明后也不敢反对。当夜，骆悦等以史朝义部兵三百被甲袭击鹿桥驿，宿卫兵虽然感到奇怪，因为害怕曹将军，不敢动。骆悦等引兵入至史思明寝所，正逢史思明如厕，问史思明左右，未及他们回答就杀了数人，左右把史思明指给他们看。史思明得知有变，跳墙到马厩中，骑上自备马，骆悦随从佐吏周子俊射史思明中臂坠马，于是活捉。骆悦告知是怀王作乱，史思明说自己失语，应有此报，但不等自己攻克长安就杀了自己，大事不成了，并且三次喊怀王不要杀自己、宁可囚父也不可背负弑父恶名，又骂曹将军误己。骆悦等把史思明反绑后送到柳泉驿囚禁，回报史朝义称事成了也没有惊动史思明。当时周贽、许叔冀率后军在福昌，骆悦等使许季常去告知，周挚惊倒于地。史朝义引军还，周贽、许叔冀来迎，骆悦等劝史朝义擒杀周贽。上元二年三月甲午（761年4月18日），军队到柳泉，骆悦等担心生变，缢杀史思明，以毡子裹其尸，用骆驼背回洛阳。

## 史思明墓
史思明墓位于北京丰台区王佐乡林家坟西约100米处，地面有高大的封土堆，当地称之为“大疙瘩”。农民长年在此取土，封土取尽后露出汉白玉石块和石条。1965年春发现玉册、马镫、铜龙、铜牛等文物。1981年3—5月，原北京文物工作队对墓葬进行了清理。出土有玉、金、石、陶、瓷、铜等器物数十件。史朝义在洛阳宫玉芝殿杀死史思明后用骆驼将其尸体从洛阳驮回范阳（今北京），根据出土玉册记载，宝应元年（762年）五月十八日丙申，史朝義才宣布史思明遗诏，并为他发丧下葬，谥号为“昭武皇帝”。

## 妻妾
- 辛皇后
- 某氏，史朝义生母，史朝义败后，母亲和妻子被田承嗣送于唐军。

## 子女

### 子
1. 懷王史朝義，759年封，后弒父称帝
2. 廢太子史朝英，761年被杀
3. 史朝清，761年被诛
4. 其余至少四子

## 影視形象

### 電視劇
| 年份   | 地區         | 作品                 | 演員   |
| 1993年 | 中国         | 《唐明皇》           | 李良涛 |
| 1994年 | 新加坡       | 《昆仑奴》           | 李凌杰 |
| 1997年 | 香港無綫電視 | 《大刺客之煙花殺手》 | 郭德信 |
| 2000年 | 香港無綫電視 | 《杨贵妃》           | 王俊棠 |
| 2017年 | 中國         | 《大唐榮耀1、2》     | 卢星宇 |

## 延伸阅读
[在维基数据编辑]
 《舊唐書·卷200上》，出自刘昫《舊唐書》
 《新唐書·卷225上》，出自《新唐書》